# Cozzano
Cozzano [kotsano] est une commune française située dans la circonscription départementale de la Corse-du-Sud et le territoire de la collectivité de  Corse.

## Urbanisme

### Typologie
Au 1er janvier 2024, Cozzano est catégorisée commune rurale à habitat dispersé, selon la nouvelle grille communale de densité à sept niveaux définie par l'Insee en 2022.
Elle est située hors unité urbaine. Par ailleurs la commune fait partie de l'aire d'attraction d'Ajaccio, dont elle est une commune de la couronne,. Cette aire, qui regroupe 79 communes, est catégorisée dans les aires de 50 000 à moins de 200 000 habitants,.

### Occupation des sols
L'occupation des sols de la commune, telle qu'elle ressort de la base de données européenne d’occupation biophysique des sols Corine Land Cover (CLC), est marquée par l'importance des forêts et milieux semi-naturels (97,7 % en 2018), une proportion identique à celle de 1990 (97,8 %). La répartition détaillée en 2018 est la suivante : 
forêts (68,5 %), espaces ouverts, sans ou avec peu de végétation (22,2 %), milieux à végétation arbustive et/ou herbacée (7 %), zones agricoles hétérogènes (2,2 %). L'évolution de l’occupation des sols de la commune et de ses infrastructures peut être observée sur les différentes représentations cartographiques du territoire : la carte de Cassini (XVIIIe siècle), la carte d'état-major (1820-1866) et les cartes ou photos aériennes de l'IGN pour la période actuelle (1950 à aujourd'hui).

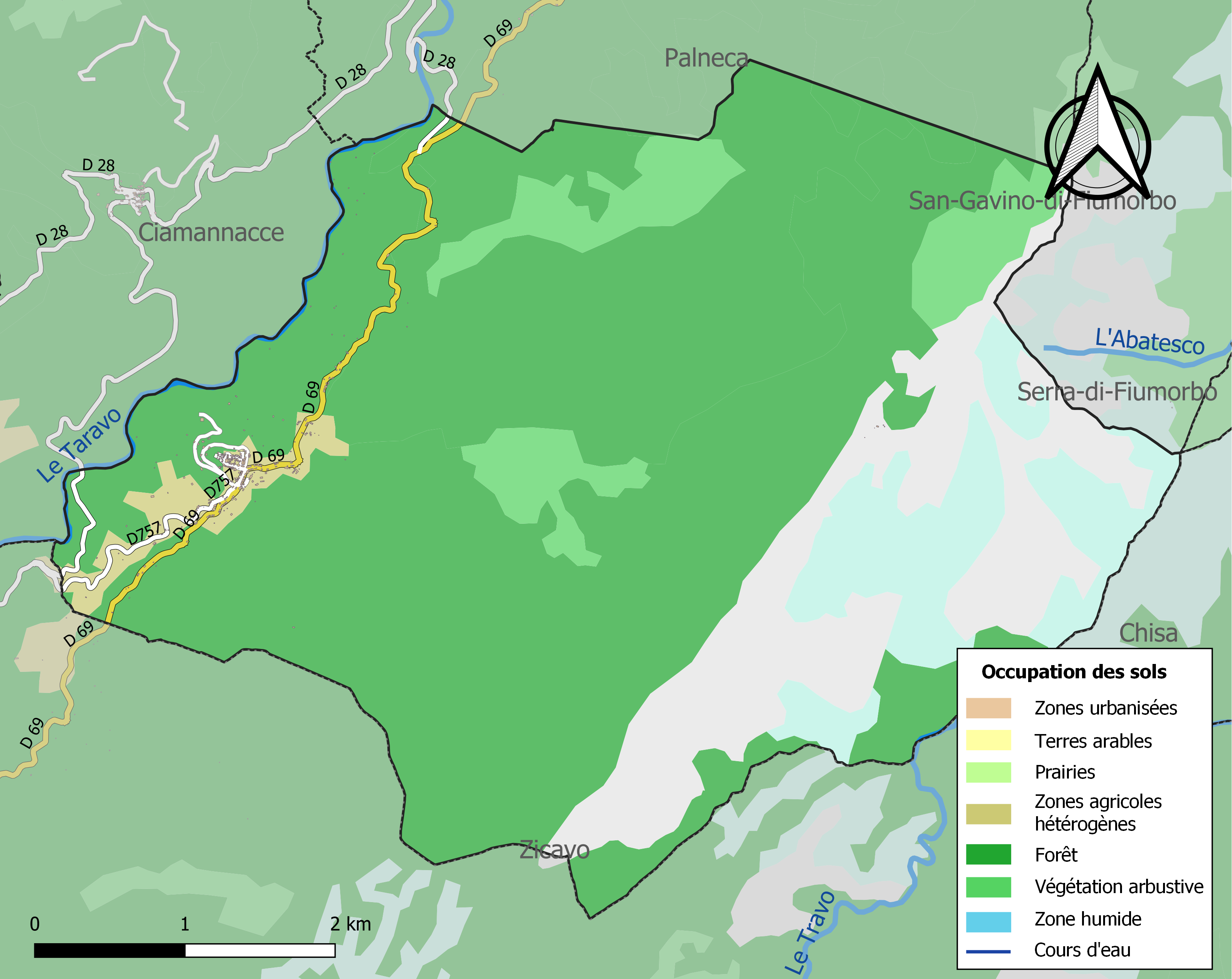
Carte des infrastructures et de l'occupation des sols de la commune en 2018 (CLC).

## Toponymie
En corse la commune se nomme Cuzzà (prononcé [kuˈt͡sa]).

## Politique et administration
| Période                                  | Période  | Identité               | Étiquette | Qualité                                                                  |
| ---------------------------------------- | -------- | ---------------------- | --------- | ------------------------------------------------------------------------ |
| 2001                                     | En cours | Jean-Jacques Ciccolini | PS        | Chef d'entreprise, Président de l'association des maires de Corse-du-Sud |
| Les données manquantes sont à compléter. |          |                        |           |                                                                          |

## Démographie
L'évolution du nombre d'habitants est connue à travers les recensements de la population effectués dans la commune depuis 1800. Pour les communes de moins de 10 000 habitants, une enquête de recensement portant sur toute la population est réalisée tous les cinq ans, les populations de référence des années intermédiaires étant quant à elles estimées par interpolation ou extrapolation. Pour la commune, le premier recensement exhaustif entrant dans le cadre du nouveau dispositif a été réalisé en 2006.

En 2022, la commune comptait 281 habitants, en évolution de +4,07 % par rapport à 2016 (Corse-du-Sud : +7,61 %, France hors Mayotte : +2,11 %).
| 1800 | 1806 | 1821 | 1831 | 1836 | 1841 | 1846 | 1851 | 1856 |
| ---- | ---- | ---- | ---- | ---- | ---- | ---- | ---- | ---- |
| 622  | 566  | 479  | 787  | 735  | 885  | 806  | 621  | 651  |

| 1861 | 1866 | 1872 | 1876 | 1881 | 1886 | 1891 | 1896  | 1901 |
| ---- | ---- | ---- | ---- | ---- | ---- | ---- | ----- | ---- |
| 656  | 856  | 694  | 840  | 889  | 862  | 900  | 1 018 | 809  |

| 1906 | 1911 | 1921  | 1926  | 1931  | 1936  | 1946  | 1954  | 1962 |
| ---- | ---- | ----- | ----- | ----- | ----- | ----- | ----- | ---- |
| 854  | 730  | 1 005 | 1 115 | 1 108 | 1 174 | 1 025 | 1 018 | 485  |

| 1968 | 1975 | 1982 | 1990 | 1999 | 2006 | 2011 | 2016 | 2021 |
| ---- | ---- | ---- | ---- | ---- | ---- | ---- | ---- | ---- |
| 476  | 414  | 319  | 283  | 242  | 261  | 277  | 270  | 279  |

| 2022 | - | - | - | - | - | - | - | - |
| ---- | - | - | - | - | - | - | - | - |
| 281  | - | - | - | - | - | - | - | - |

## Lieux et monuments
"U Mondu di u Porcu - Casa di u Territori" : centre d'interprétation consacré aux savoir-faire de la vallée du Tàravu dans l'élevage et la transformation porcine.

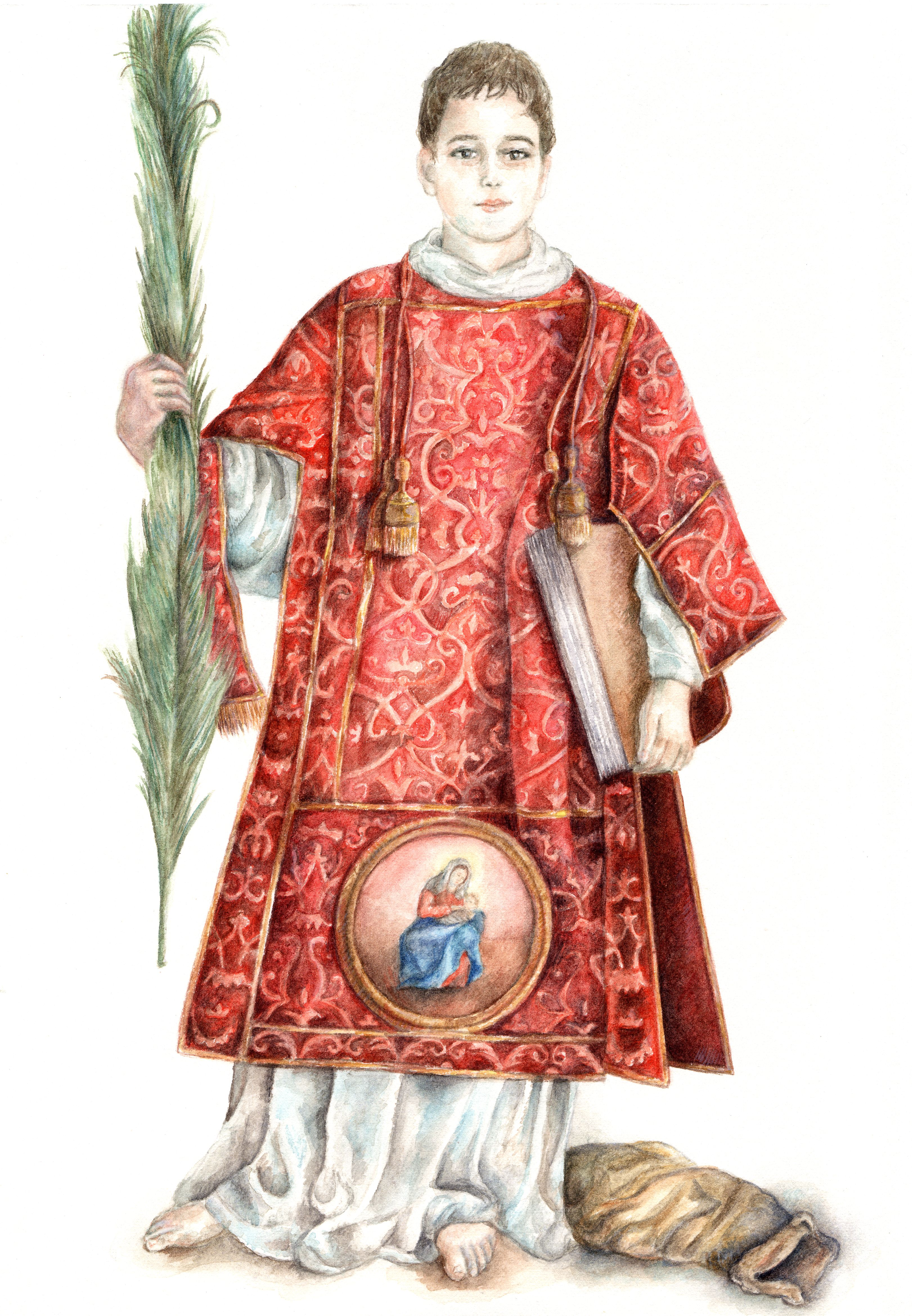
San Cesario, ou Saint Césaire diacre et martyr, ancien patron de Cozzano.

Vestiges de la Chapelle de San Cesario, dédiée à saint Césaire diacre et martyr de Terracina, ancien patron de Cozzano. L'agglomération principale dite "Capella San Cesario" se situe à mi-pente à proximité de cette l'église. Actuellement, cet endroit s'appelle Saint-Césaire.
- Église Notre-Dame-de-l'Assomption de Cozzano. Elle est inscrite à l'Inventaire général du patrimoine culturel[12].

## Cunfraterna San Chirgu
La Cunfraterna San Chirgu di u Taravu est une confrérie catholique corse fondée le 15 juillet 2025 dans le village de Cozzano, situé dans la micro-région du Haut-Taravo, en Corse-du-Sud. Elle est placée sous le patronage de Saint Cyr (San Chirgu), jeune martyr chrétien du IVᵉ siècle, vénéré dans plusieurs régions de Méditerranée, notamment en Corse.

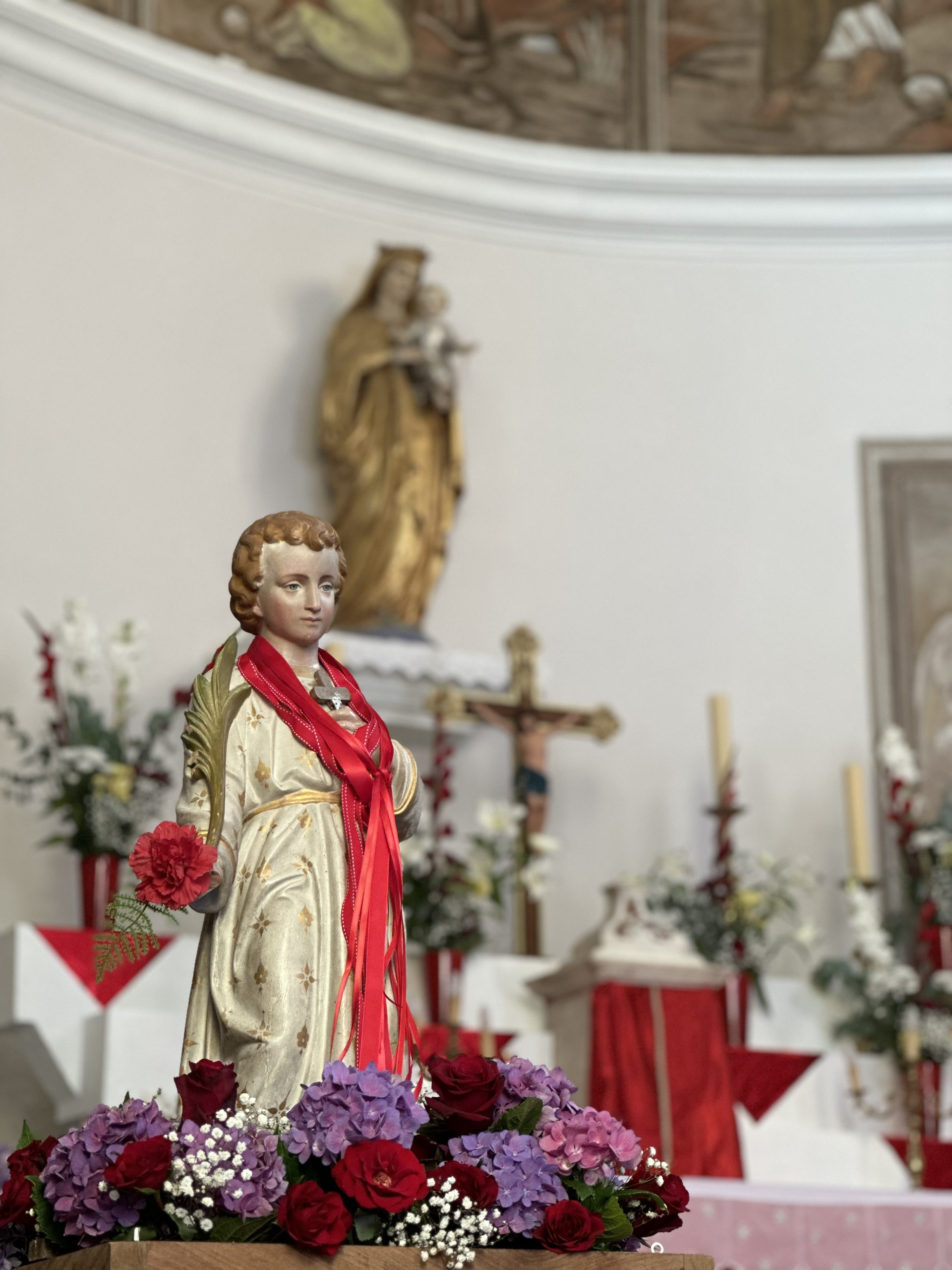
San Chirgu, Saint patron de l'église de Cozzano

Créée à l’initiative de jeunes du village désireux de raviver les traditions spirituelles et culturelles locales, la confrérie a pour vocation principale de promouvoir le culte de San Chirgu, de préserver les rites religieux et populaires associés à la fête patronale, et de renforcer les liens intergénérationnels au sein de la communauté.
L’action de la confrérie s’étend principalement sur le territoire du Haut-Taravo, avec un ancrage particulier à Cozzano, où Saint Cyr est traditionnellement honoré. Elle organise chaque année des processions, messes solennelles, chants liturgiques en langue corse, ainsi que diverses manifestations culturelles et caritatives.
La Cunfraterna San Chirgu s’inscrit dans le renouveau confraternel corse amorcé au XXIᵉ siècle, à la croisée de la foi populaire, de la défense du patrimoine immatériel insulaire et de l’identité chrétienne corse.

## Personnalités liées à la commune
- Félix Ciccolini (1916–2010), ancien sénateur-maire d'Aix-en-Provence, né à Cozzano[13].